# Marco Antonio Gentile
Marco Antonio Gentile (ur. 1723 w Genui, zm. 1798 tamże) – genueński polityk.
Doża Genui w okresie od 8 marca 1781 do 8 marca 1783 roku. W 1785 ponownie kandydował na to stanowisko, lecz przegrał.  Był zwolennikiem bardziej aktywnej polityki zagranicznej, w oparciu o sojusz z Austrią i Wielka Brytanią.  Jego przeciwnikami byli: przywódca frakcji "konserwatywnej" w Republice Genui, dążącej do ugruntowania istniejącego systemu (doża w latach 1793-95) i  Gian Carlo Pallavicino (1722-1794), szef frakcji  "liberalnej", który  dążył do reformy sposobów wyłaniania urzędów, nawet do przebudowy systemu politycznego, by bardziej przypominał on monarchię konstytucyjną. Ostatecznie (w 1785 roku) wybory wygrał Pallavicino.